# 马克斯·舍勒
馬克斯·舍勒（德語：Max Scheler，1874年8月22日—1928年5月19日）是德國哲學家也是哲學人類學的主要代表。
舍勒在现代西方哲学中占有一个特殊地位。他本人也常常被看作是一个“谜”。这是因为，这位被称为德国哲学界自谢林以来的又一位神童，在其三十年学术生涯中几乎涉猎了现象学、伦理学、宗教哲学、知识社会学、哲学人类学、形而上学、社会批判和政治思想等现代精神科学的各个领域。但是，正因为对众多领域的涉足、关注重心的不断变换，他的著作才常常给人以思考的清晰和论述的无序并存、思辨的才华与充盈的激情共处的印象。这也给人们从总体上理解、评价他的思想造成了很大的困难。
但毫无疑问，舍勒在各个专门领域的工作都富有开创性，给人以启发。他首先被视为现象学早期运动的领导人物，敏锐的洞察力、饱含激情的讲演以及大批作品的问世使他的声望很快盖过了“现象学之父”胡塞尔。他的《同情的本质与形式》（Wesen und Formen der Sympathie，1923,二版）也是最早被译成法语的现象学经典著作，梅洛·庞蒂和萨特都在自己的成名著作中一再地引证舍勒的思想。 同时，舍勒的价值伦理学被看作自亚里士多德德性伦理学、康德义务伦理学以来伦理学发展的第三阶段。他也曾一度被称作天主教哲学精神的引领者以及知识社会学的先驱和现代哲学人类学的奠基人。
对舍勒思想及其影响，可以用舍勒专家和《舍勒全集》的现任主编M.弗林斯（M. S. Frings）的话来总结：尽管舍勒的思想在上世纪二十年代末受到广泛赞誉，但由于英年早逝，他的名声就像彗星短暂的光辉很快消褪了。直到二战以后，纳粹德国倒台，存在主义、科学哲学、马克思主义、分析哲学、胡塞尔现象学、结构主义和解构的发展趋向使舍勒思想在德国以一种缓慢的速度保持着复苏。 舍勒思想也在美国、法国、韩国、中国、日本、波兰等国越来越受欢迎，许多重要著作被相继译成多国文字出版，尤其是近年来随着“国际舍勒学会”和“北美舍勒学会”的相继成立，舍勒思想越来越受到学界的关注。

## 生平
舍勒生於德國慕尼黑，父親為路德宗牧師，母親為正統猶太教徒。舍勒年輕時期曾并于1899年在慕尼黑受洗礼加入天主教，但在1921年以後則越來越疏離天主教。
1892年3月至次年10月，舍勒中断了文科中学的学业，到一个私人研究院学习，在此期间他大量阅读了尼采的著作。1894年舍勒中学毕业后开始了大学生活，他先在慕尼黑学习哲学和心理学，1895年转到柏林学医，但他只在狄尔泰和西美尔那里听哲学和社会学的课。1896年转学耶拿大学追随倭鏗修习哲学，并在奥伊肯的指导下，于1897年、1899年先后在耶拿大学分别以《论逻辑学原理与伦理学原理之间关系的确定》（Beiträge zur Feststellung der Beziehungen zwischen den logischen und ethischen Prinzipien）、《超越论的和心理学的方法》（Die transzendentale und die psychologische Methode）两篇论文获得博士学位和任教资格。其间他因为对社会问题的兴趣于1898年前往马克斯·韦伯执教的海德堡游学一年，并在韦伯的影响下，写作了《劳动与伦理学》（Arbeit und Ethik）一文。1899年10月，舍勒在柏林与比他大7岁的阿玛莉（Amélie von Dewitz-Krebs）结婚。1900年，26岁的舍勒在耶拿大学开始了他的教学生涯。可以确定的是，在这一阶段，耶拿大学流行的新康德主义和尼采、狄尔泰、西美尔、奥伊肯等人的生命哲学对舍勒思想的发生产生了重大影响。
1902年在哈勒著名康德研究学者瓦伊欣格（H. Vaihinger）家中的一次哲学研讨会上，舍勒首次结识了胡塞尔，他声称 “从这一时刻起，一种精神的联系便得以形成，这个联系以后在胡塞尔与笔者之间始终存在着，并且它给笔者带来了极大的收益”。 据施泰因（E. Stein）回忆，当胡塞尔在哈勒任讲师，而舍勒住在邻近的耶拿时，二人曾经常会面并交流思想 。
1906年12月，舍勒离开耶拿，经胡塞尔介绍，前往慕尼黑大学任私人讲师，并担任利普斯（Th. Lipps）的助手。随后参加了普凡德尔(A. Pfänder)、盖格(M. Geiger)、莱纳赫(A. Reinach)、道伯特(J. Daubert)、康拉德(Th. Conrad)等人组成的现象学“慕尼黑小组”，他们相互激荡，舍勒的思想日臻成熟。在慕尼黑期间，舍勒还进一步发现了柏格森哲学中的有益方面，并积极联系其著作的德文翻译。 两年后，舍勒结识了日后和他共度一段最艰辛岁月的梅丽特（Märit Furtwängler），梅丽特的爱给了舍勒巨大的慰藉，极大地激发了他的哲学灵感。同时，阿玛莉的无理蛮横却给舍勒的生活带来变故，他因此在1910年丢掉了教职。
1910-1911年，舍勒以私人身份前往哥廷根大学演讲，在那里他认识了许多现象学“哥廷根小组”的早期成员，如英加尔登(R. Ingarden)、利普斯(H. Lipps)、马悌尤斯（H. C. Martius）等。他是一个有强烈吸引力的演说家，他的演讲甚至引发施泰因后来皈依天主教。舍勒在1912年与梅丽特结婚。
1910-1918年间，舍勒作为一个私人学者、讲演者和自由撰稿人活跃在德国的思想舞台，这是他一生最困顿潦倒的时期，却也是他最为多产的时期。1911年，舍勒发表了他首篇以现象学为基础的文章《论自身欺罔》（Über Selbsttäuschung，后改名为《自身认识的偶像》（Die Idole der Selbsterkenntnis）收入《全集》第3卷）。1913年他成为胡塞尔主编的《哲学与现象学研究年鉴》（Jahrbuch für Philosophie und phänomenologische Forschung）的编委，并在《年鉴》第一、二卷上发表了他的代表著作《伦理学中的形式主义与质料的价值伦理学》（Der Formalismus in der Ethik und die materiale Wertethik. 1913/1916）。1913年，舍勒还出版了“情感生活现象学”方向上的名作《论现象学与同情感理论以及论爱与恨》（Zur Phänomenologie und Theorie der Sympathiegefühle und von Liebe und Haß ，1923年第二版时大幅扩充并更名为《同情的本质与形式》）。一时间他声名雀起，跻身德国一流思想家之列。
1914年第一次世界大战爆发后，舍勒发表了大量为战争辩护的作品，如《战争天才与德意志战争》（Der Genius des Krieges und der Deutsche Krieg，1915－1917年）、《战争与建设》（Krieg und Aufbau，1916年）、《德意志仇恨的源起》（Die Ursachen des Deutschenhasses，1919年）等，他把这些著作视为他在《伦理学中的形式主义与质料的价值伦理学》中“所阐释的一般伦理学原理在一系列个别问题和时代问题上的具体运用”。这些作品当时影响极大，德国外交部甚至因此而请他到国外从事宣传工作。
1918年战争结束后，舍勒被聘为科隆社会科学研究所所长，随后又被聘为科隆大学哲学和社会学教授。1919年在一次偶然的聚会上，舍勒遇到了玛丽亚·舒（Maria Scheu）。她成为他的助手，他也爱上了她。舍勒在这个时候已经感到他的生活解体了，他经历了第一次心脏病发作。尽管他想公平地对待梅丽特和玛丽亚，梅丽特还是在1923年因为不能忍受这种三角关系而和舍勒离婚。1924年舍勒与玛丽亚举行了世俗婚礼。天主教会认为他触犯了教会的婚姻法，是一位不称职的伦理学教授，舍勒因而与教会日渐疏远并最终脱离教会。
这一时期，舍勒思想剧烈震荡，1921年他出版了其宗教哲学方面的主要著作《论人之中的永恒》（Vom Ewigen im Menschen），但很快他的立场发生了根本性的转变。他说：“我正花费大量精力在我的形而上学上，并已取得根本性进展，据此，我的宗教生活将慢慢改变，这带给我深深的满足”。 在这种新的立场下，舍勒开始了在新领域的拓荒：1924年发表的《知识社会学问题》（Probleme einer Soziologie des Wissens）和1926年出版的《知识的形式与社会》（Die Wissensformen und die Gesellschaft）阐明了他的知识社会学主张；1927年4月关于“人的独特地位”的讲演（讲稿修改后以《人在宇宙中的地位》（Die Stellung des Menschen im Kosmos）为题于1928年出版）奠定了其现代哲学人类学的基础；1927年发表的《观念论－实在论》（第二、三部分，Idealismus－Realismus）展示了他有关认识论和形而上学研究方面的努力。
1928年，舍勒受聘为法兰克福大学哲学讲座教授，但因心脏病突发于当年5月19日逝世，享年五十四岁。计划中的哲学人类学和形而上学方面的著作均未及完成。他的遗孀玛丽亚自30年代开始，毕生致力于编辑整理舍勒遗稿，并自1954年起编辑出版《舍勒全集》，1969年她逝世以后由舍勒研究专家弗林斯接编，至1997年《舍勒全集》十五卷已全部出齐。

## 哲學
舍勒思想的主要背景有费希特、奥伊肯、索洛维约夫的观念论道德哲学，尼采、狄尔泰、西美尔、奥伊肯的生命哲学，胡塞尔的现象学，奥古斯丁、帕斯卡的基督教心学传统等，同时也有佛教哲学的影响。 这在一定程度上使舍勒的思想异常复杂丰富，因此，人们对他思想中各个环节的理解总是不甚相同甚或将其割裂，对其思想发展的分期也有分歧。大体而言，舍勒的思想可以分为三个阶段：
1. 从博士论文开始，舍勒一直深受新康德主义和生命哲学的影响，尽管1901年与胡塞尔的结识给他思想发展带来了契机，但却并没有立刻产生出效应，直到1905-1906年间他才将一部已经送出版社排印的带有旧的立场的《逻辑学》（Logik I）著作抽回停印。在1908/09年的“生物学讲座稿”中我们也看到了舍勒早期对现象学的探索；
2. 与现象学“慕尼黑小组”、“哥廷根小组”的广泛接触，使舍勒思想迅速成熟，在此期间，他运用其现象学直观能力不断拓展现象学的研究领域；
3. 1922年以后，舍勒公开退出教会，思想发生着剧烈动荡，1923/24年间正式从一神论过渡到泛神论，其后展开在新领域的研究。

### 價值
價值哲學是舍勒思想的核心。價值的直覺是先於概念化和認知活動的。價值及與其相應的非價值，構成一個客觀的價值等級：
1. 神聖的價值（懊悔、謙卑、崇敬）與非神聖的否定價值　　（與福樂與絕望有關）
2. 精神的價值（真理、美、正義）與反面的否定價值　　（與精神上的喜悅與悲哀有關）
3. 生命的價值與反面的否定價值（高尚的與卑賤的）
4. 功利的價值與反面的否定價值（有用的與無用的）
5. 感官的價值與反面的否定價值（適意的與不適意的）

五種價值等級都分別與五種不同的感受相關。每當一個人喜愛較低價值而非較高價值，或者喜愛非價值而非喜愛價值，心靈的失序就會發生。強調實用價值而貶斥神聖價值、精神價值、生命價值，是對價值等級秩序的嚴重歪曲。
舍勒在其巨著《倫理學中的形式主義和非形式的價值倫理學》中，對倫理學中通常存在的形式主義、特別是康德的形式主義，予以批判。批判康德，是為確定價值本身的本質和功能鋪路。
舍勒在許多不同場合中使用過「價值存在」（Wertsein）這個術語，然而他的早逝使得他無法把他的價值本體論完全闡述出來。就舍勒的價值學說而言，另一個獨特而具有爭議的因素就是「情感先驗性或者先天」（emotive a priori）的觀念：價值只能通過情感而被把握。理性不能對價值進行思考；唯有對價值有具體體驗，心靈才安立價值範疇。對於舍勒來說，人格是價值體驗的重心。由於舍勒接受了一種價值形而上學，因此他的現象學便與意識現象學（胡塞爾、薩特），或者與對此在的存在於世的生存論分析（海德格爾），頗為不同。舍勒的「肉身主體」概念，在梅洛－龐蒂的早期著作中得到採納。

### 人格
“人格”（Person）起源于拉丁語 persōna，字面上的意义是指“声穿”，它原是一种演员戴的面具，因而，这在让声音从隐蔽在面具后面的东西身上穿透出来的同时，也遮隐了某种东西。
在舍勒这里，人格既非一种可看见或可想象的事物或实体（Substanz） ，亦非一种对象，而毋宁说是那个直接地被体验到的生活－亲历（Er-leben）的统一。任何把人格概念具体化为一个具体的人格的做法本身就是在去人格化（Entpersonalisierung）。人格不是某种现成的、实在的或抽象的东西，而且也不是不变的绝对的“自我”或“纯粹意识”。人格是在其行为活动中的超意识的“存在”，与“自我”（或确切地说“自己”）不同，人格从来不是“对象”，因为“自己”本身还是内感知中的一个内容，而人格则控制着“自己”；同时人格也发展着“自己”，使“自己”成长。 因此，人格绝不仅仅指人，而且也并非所有人都可配称“人格”。
据此就可以理解舍勒对人格的定义：人格“是不同种类的本质行为的具体的、自身本质的存在统一，它自在地（因而不是为我们的）先行于所有本质的行为差异（尤其是先行于外感知和内感知、外欲求和内欲求、外感受和内感受以及爱、恨等等的差异）。人格的存在为所有本质不同的行为‘奠基’”。 简单地说，人格存在于行为的进行之中，并使本质各异的行为得以统一。惟有人格是一个“具体的统一性”，完全在其每一个行为中生活和存在，并且合乎本质规律地包含一个无限的行为系列。
因此，作为生活－亲历之统一的人格便是一种动态的存在，一种恒定的实现流。这主要表现在两个方面：
其一是人格之道德本质的不完全性。人格从未完美过，人格向来在道德上亏欠于自身，这正是人格的存在方式，正由于亏欠，才产生一种不断上求的实现冲力，人格正因此才得以存在，才成为实现流。 而这种实现冲力来自于“应然”与“实然”的冲突，即舍勒所谓的相对性虚无。相对的无是一种几乎弥漫渗透我们生活每一环节的概念与体验。比如，桌子上是空无一物的，桌子上可能出现东西。“可能”在那里的东西，实际上并不在那里。道德上的“应然”与“实然”正是这样一种关系，“应然”是一种相对的无。 
其二是人格的纯粹时间性。舍勒同柏格森、胡塞尔一样，接受了奥古斯丁的“内时间”概念，他区分了客观的时钟时间和纯粹的绝对时间。所谓绝对时间，亦即一种绝对生成，一种不受外在的、人为影响的自发生成，它与内容（质料）结合在一起，内容并不在此时间中流动，而是为自身定位，因此绝对时间（生成）本质上就是内容化了的时间性或内容的自身时间化。人格的存在是在绝对时间之中的，由此人格便是恒定的实现流。绝对时间是不能被对象化的，因为一旦对象化，绝对时间（生成）即会消失，因此，人格亦是不可被对象化的。 
那么人格又该如何被揭示呢？在舍勒看来，我们惟有通过并且在爱的行为中，作为个体之人格价值才能够被给予。惟有透过“爱的参与”，一个人才有可能真正“理解”到另一个人的精神人格。舍勒因而提出一种“榜样与效法”的学说。榜样首先是作为一种价值的人格类型，人格与它的榜样之间的关系是一种爱之中的追随，“我们成为如榜样范本作为人格之所是，而并不成为它之所是”，就是说我们要学会如榜样所愿和所做，而不是学会它之所愿和所做本身。这也是榜样关系与引领者关系之间的区别，因为后者中不存在一种真正的志向改变（Gesinnungswandel）。舍勒进而区分了纯粹价值类型（榜样）之等级秩序：圣人、天才、英雄、引领的精神和享受的艺术家。

### 愛的秩序
在舍勒看来，先天的价值等级秩序对应在每个人身上便是我们的爱的秩序（ordo amoris），它既作为个人一切行为的根源，同时也是一个先天价值秩序的缩影。因此，爱的秩序便具有双重含义：一是“规范性含义”，一是“描述性含义”。前者意味着，爱的秩序是与人的欲求相联系的一种内在要求，而且也只有与人的欲求相联系，才成为一种客观规范。后者是指一种方法，借此方法我们可“在人之具有重大道德意义的行为、表达现象、企求、伦常、习惯和精神行为这些起初令人迷惑的事实背后，发掘出追求一定目的的人格核心所具有的基本目的的最简单的结构。”主体正是按此规定在道德上生活。换言之，我们在他人身上认识到的一切道德上至关重要的东西，必须还原为爱和恨的行动以及爱的秩序。“谁把握了一个人的爱的秩序，谁就理解了这个人。”因为人的最基本的道德核心就是他的“爱的秩序”。
同时，因为存在着恨这种与爱相对立的行为，这个世界就必然存在着爱的秩序的迷乱或失序。恨一方面可以使我们对价值世界的整体产生残缺的把握，造成对某些价值的盲目；另一方面，恨也可能令我们不自觉地颠倒或歪曲业已把握到的价值，造成价值的颠覆。舍勒对现代社会的批评基本上都是以此为出发点，比如，他认为资本主义社会是感性价值和实用价值占据主导，但却忽视了更高的生命价值。
然而，舍勒对爱的秩序的失序或价值颠覆的论述，更多的是基于一种对时代与社会之弊的诊断。他由此充当了“时代的医生”，提出了一系列治疗方案。可是关于这种失序或颠覆本身的原因问题（或更进一步说，恶的缘起问题）却一直困惑着舍勒。他尝试提出过多种回答（比如上面提到的恨的行为），但最终却没有说服他自己，这甚至最终引发了他形而上学立场的根本改变。

### 哲學人類學
舍勒曾说，“人是什么？人在存在中占有什么地位？”这个问题自他哲学意识第一次觉醒以来就比任何其他哲学问题在他的哲学研究中占有更重要的地位。他还将这个问题视作一切哲学课题的出发点，并且认为他之前所研究过的大部分哲学问题都逐步汇合到这个问题上来。我们有理由认为，“哲学人类学”并非仅是对某一特定课题的哲学探讨，或者说并非哲学的一个分支，而且还负载着哲学的大全主义使命。
舍勒认为，他的哲学人类学首先与“后设人类学”（Meta-Anthropologie）相绞缠，是交叉领域的研究，是所有“后设学科”的联合体。因此哲学人类学的研究首先不可能与各门“后设科学”、从而不能与各门实证科学完全脱钩，但同时它又绝非奠基在这些实证科学或“后设科学”之上，因而是处于第一层的形而上学与第二层的形而上学之间的。因此，哲学人类学将要为处理人的问题的所有个别科学，如生物学、医学、史前学、人种学、历史学、社会学以及心理学等，提供坚实的基础。 
他所规划中的“哲学人类学”从下面这些问题开始：
1. 引论——人类关于自己的自身意识的类型学；
2. 人的本质存在论；
3. 人与动物之区别的系统比较；
4. 在生与死之间的人类生活的时间流（zeitlichen Ablauf）学说；
5. 人的起源学说；
6. 作为社会和历史生物的人的哲学；
7. 人的未来；
8. 比较人类学的本质建基；
9. 人与世界根据的关系。

舍勒在这里与康德是一致的，即所有哲学问题都在“人是谁？人是什么？”的问题上相交汇，哲学甚至只有作为哲学人类学才是可能的。但由于舍勒的突然去世，他并没有能够为他的规划提供充分的说明。简单来说，上述九条中已经得到初步展开的是第（1）和第（3）条。也就是说，舍勒业已展开的只是考察历史上对人的本质的探讨（比如“理性人”、“工具人”等 ），在人与有机界的其它生物的系统比较中界定人的本质——即精神与生命冲动的不断相互转化、相互渗透的生成存在。《人在宇宙中的地位》作为现代哲学人类学的宣言书，它所阐述的精神与生命冲动的理论只是整个哲学人类学构架的一个部分，尽管是极其重要、极其基础的部分。哲学人类学在舍勒这里是一项未竟事业。

## 《舍勒全集》

### 德語標題
- GW 1 = Fruehe Schriften (1971)
- GW 2 = Der Formalismus in der Ethik und die materiale Wertethik. Neuer Versuch der Grundlegung eines Ethischen Personalismus (1954, 6. Aufl. 1980)
- GW 3 = Vom Umsturz der Werte (1955, 5. Aufl. 1972)
- GW 4 = Politisch-Paedagogische Schriften (1982)
- GW 5 = Vom Ewigen im Menschen (1954, 5. Auf. 1968)
- GW 6 = Schriften zur Soziologie und Weltanschauungslehre (1963, 3. Aufl. 1986)
- GW 7 = Wesen und Formen der Sympathie. Die deutsche Philosophie der Gegenwart (1973)
- GW 8 = Die Wissensformen und die Gesellschaft (1960, 3. Aufl. 1980)
- GW 9 = Spaete Schriften (1976)
- GW 10 = Schriften aus dem Nachlass. Vol. I: Zur Ethik und Erkenntnistheory (1957, 3. Aufl. 1986)
- GW 11 = Schriften aus dem Nachlass. Vol. II: Erkenntnislehre und Metaphysik (1979)
- GW 12 = Schriften aus dem Nachlass. Vol. III: Philosophische Anthropologie (1987)
- GW 13 = Schriften aus dem Nachlass. Vol. IV: Philosophie und Geschichte: Politik und Moral (1990)
- GW 14 = Schriften aus dem Nachlass. Vol. V: Varia I (1993)
- GW 15 = Schriften aus dem Nachlass. Vol. VI: Varia II (1997)

### 各卷簡介
- 第一卷 早期著作（論邏輯原則與倫理學原理之關係的確定，勞動與倫理，先驗的方法與心理的方法）
- 第二卷 倫理學中的形式主義與質料的價值倫理學
- 第三卷 價值的顛覆（德行的復蘇、道德建構中的怨恨、論悲劇性現象、論人的理念、女性運動的意義、自身認識的偶像、所謂養老金歇斯底里的心理學和針對弊端的合法鬥爭、生命哲學諸論、資產者-資產者與宗教力量-資本主義的未來）
- 第四卷 政治學—教育學文集（戰爭天才與德意志戰爭、歐洲和戰爭、戰爭的後果、德意志仇恨之源、戰後社會學的新取向與德國天主教的任務、在德國大學的矛盾之中、基於新秩序之基上的政治與文化、德國的使命與天主教思想；附錄：作為反資本主義的基督教社會主義、基督教民主主義）
- 第五卷 論人身上的永恆（懊悔與重生、論哲學的本質及哲學認識的道德條件、宗教問題、基督教的愛理念與當今世界、歐洲文化的重建）
- 第六卷 社會學與世界觀學說（含道德、民族與世界觀、基督教與社會三個文集）
- 第七卷 交互情感的本質與形式/當代德國哲學
- 第八卷 知識的形式與社會（知識社會學問題、認識與勞動、大學與業餘大學）
- 第九卷 晚期著作（人在宇宙中的地位，世界觀哲學：哲學的世界觀、知識形式與教育、人與歷史、諧調時代中的人、斯賓諾莎，理念論-實在論）
- 第十卷 遺著Ⅰ 倫理學與認識論（死與永生、論害羞與羞感、論自由的現象學與形而上學、絕對域與上帝理念的實在設定、楷模與領袖、愛的秩序、現象學與認識論、三種事實的學說）
- 第十一卷 遺著Ⅱ 認識論與形而上學
- 第十二卷 遺著Ⅲ 哲學人類學
- 第十三卷 遺著Ⅳ 哲學與歷史（政治與道德、永恆和平的理念、歷史學的基礎）
- 第十四卷 遺著Ⅴ 雜編Ⅰ（邏輯學、生物學講座、社會哲學講座）
- 第十五卷 遺著Ⅵ 雜編Ⅱ（群體心理學講座、十九世紀哲學講座以及後續手稿）

## 主要著作
- Zur Phänomenologie und Theorie der Sympathiegefühle und von Liebe und Haß, 1913
- Der Genius des Kriegs und der Deutsche Krieg, 1915
- Der Formalismus in der Ethik und die materiale Wertethik, 1913 - 1916
- Vom Umsturz der Werte, 1919
- Neuer Versuch der Grundlegung eines ethischen Personalismus, 1921
- Vom Ewigen im Menschen, 1921
- Probleme der Religion. Zur religiösen Erneuerung, 1921
- Wesen und Formen der Sympathie, 1923 (neu aufgelegt als Titel von 1913: Zur Phänomenologie ...)
- Schriften zur Soziologie und Weltanschauungslehre, 3 Bände, 1923/1924
- Die Wissensformen und die Gesellschaft, 1926
- Der Mensch im Weltalter des Ausgleichs, 1926
- Die Stellung des Menschen im Kosmos, 1928
- Philosophische Weltanschauung, 1929
- Gesammelte Werke, 15 Bände, 1954 - 1998

## 外部連結
- 倪梁康：〈舍勒現象學倫理學中的「倫常明察」〉 （页面存档备份，存于）（2009）
- （德文）Max Scheler Gesellschaft （页面存档备份，存于）
- （英文）Max Scheler Website （页面存档备份，存于）

1. ↑  古羅馬作家常用的解釋，但卻有爭議，因為“声穿”這個字是拉丁語動詞  ，與 persōna 的 s 後長音 ō 不同。
2. ↑  這事實上是另種字源的說法，認為 persōna 是來自於伊特拉斯坎語的𐌘𐌄𐌓𐌔𐌖，即為"面具"的意思。